# Boisseau
Boisseau település Franciaországban, Loir-et-Cher megyében. Lakosainak száma 104 fő (2022. január 1.). Boisseau Conan, Maves, Rhodon, Villeneuve-Frouville és Oucques La Nouvelle községekkel határos.

## Népesség
A település népességének változása:
| Lakosok száma | 141  | 100  | 99   | 93   | 105  | 104  | 99   | 95   | 93   | 104  |
|               | 1968 | 1982 | 1990 | 2006 | 2013 | 2015 | 2017 | 2019 | 2020 | 2022 |